# Nan'ao Dao
Nan'ao Dao (kinesiska: 南澳岛) är en ö i sydöstra Kina. Den ligger utanför staden Shantou i provinsen Guangdong, i den södra delen av landet, omkring 390 kilometer öster om provinshuvudstaden Guangzhou. Arean är 112 kvadratkilometer. Sedan 2015 har den broförbindelse med fastlandet. Administrativt tillhör den Nan'ao härad. 